# Hamgyŏng Południowy
Hamgyŏng Południowy (kor. 함경남도, Hamgyŏng-namdo) – prowincja Korei Północnej. Powstała ona w 1896 roku z południowej części dawnej prowincji Hamgyŏng. Stolicą jest Hamhŭng.

## Geografia
Prowincja graniczy od północy z Ryanggang, od północnego wschodu z prowincją Hamgyŏng Północny, od południa z Kangwŏn oraz z zachodu z prowincją P’yŏngan Południowy. Wschodnią granicę wyznacza Morze Japońskie.

## Podział administracyjny
Hamgyŏng Południowy podzielony jest na 4 miasta (kor. „Si”), 2 dystrykty (1 „Ku” lub „Gu” i 1 „Chigu”), i 15 powiatów (kor. „Kun”).

### Miasta
- Hamhŭng-si (함흥시; 咸興市)
- Hŭngnam-si (흥남시; 興南市)
- Sinp’o-si (신포시; 新浦市)
- Tanch’ŏn-si (단천시; 端川市)

### Dystrykty
- Sudong-gu (수동구; 水洞區)
- Kŭmho-chigu (금호지구; 琴湖地區)

### Powiaty
- Changjin-gun (장진군; 長津郡)
- Chŏngp’yŏng-gun (정평군; 定平郡)
- Hamju-gun (함주군; 咸州郡)
- Hŏch’ŏn-gun (허천군; 虛川郡)
- Hongwŏn-gun (홍원군; 洪原郡)
- Kowŏn-gun (고원군; 高原郡)
- Kŭmya-gun (금야군; 金野郡)
- Pujŏn-gun (부전군; 赴戰郡)
- Pukch’ŏng-gun (북청군; 北靑郡)
- Rag’wŏn-gun (락원군; 樂園郡)
- Riwŏn-gun (리원군; 利原郡)
- Sinhŭng-gun (신흥군; 新興郡)
- Tŏksŏng-gun (덕성군; 德城郡)
- Yŏnggwang-gun (영광군; 榮光郡)
- Yodŏk-gun (요덕군; 耀德郡)